# Thienemann Tivadar
Thienemann Tivadar, Thienemann Tivadar Rudolf (Budapest, 1890. május 1. – West Roxbury, USA, 1985. március 29.) irodalomtörténész, germanista, nyelvpszichológus, egyetemi tanár, az MTA levelező tagja.

## Életpályája
Thienemann Ottó és Mettelka Mária fiaként született. Középiskolai tanulmányait a Budapesti II. Kerületi Állami Főreáliskolában (ma Toldy Ferenc Gimnázium) végezte (1900–1908). Ezt követően a Budapesti Tudományegyetemen és a Lipcsei Egyetemen tanult. 1912-ben a Budapesti Tudományegyetemen német–francia szakos középiskolai tanári, egy évvel később germán filológiából bölcsészdoktori oklevelet szerzett. 1912–1913-ban állami ösztöndíjjal a Berlini Egyetemen képezte magát. 1913–1914-ben a Budapesti VIII. Kerületi Főreáliskolában tanított. Az első világháború alatt főhadnagyként frontszolgálatot teljesített. 1918 márciusában kinevezték a pozsonyi Erzsébet Tudományegyetem német nyelv- és irodalom tanszékére. Ugyanebben az évben német és francia nyelv és irodalomból kinevezték a Pozsonyi Országos Középiskolai Tanár Vizsgálóbizottság tagjává. 1921-től rövid ideig a Budapestre költöztetett Erzsébet Tudományegyetem nyilvános rendes tanára volt, majd 1923-ban az egyetemmel Pécsre költözött. 1923–1934 között a pécsi Erzsébet Tudományegyetemen a német nyelv és irodalom nyilvános rendes tanára, 1925–1926-ban a Bölcsészet-, Nyelv- és Irodalomtudományi Kar dékánja. 1922 és 1940 között a Minerva című folyóiratot szerkesztette, s ugyanezzel a névvel tudományos egyesületet alapított. 1934 és 1947 között a budapesti Pázmány Péter Tudományegyetem német irodalom nyilvános rendes tanára, 1934 és 1937 között a Német Irodalomtörténeti és Nyelvészeti Intézet igazgatója volt. A második világháború idején részt vett az ellenállásban. 1945 és 1947 között a Magyar Nemzet hollandiai és belgiumi tudósítójaként dolgozott, majd 1947-ben Bostonban telepedett le.
Felesége Adorján Veronika (1900–1995) volt, Adorján Sándor író, újságíró és Lányi Gizella lánya, akivel 1935. április 12-én Budapesten kötött házasságot.

## Művei
- Német és magyar nyelvújító törekvések (Budapest, 1912)
- Die deutschen Lehnwörter der ungarischen Sprache (Berlin-Leipzig, 1922)
- Városi élet a magyar középkorban (Budapest, 1923)
- Mohács és Erasmus (Budapest, 1924)
- Irodalomtörténeti alapfogalmak (Budapest, 1930)
- Irodalomtörténet (A magyar történetírás új útjai, Budapest, 1931)
- Goethe (Johann Wolfgang) und die Nachwelt (h. n., 1933)
- Német-magyar nagyszótár (Kelemen Béla művét átdolgozott, bővített, Honti Jánossal, I-II., Budapest, 1941)
- Német- magyar kéziszótár (Budapest, 1943)
- Magyar-német kéziszótár (Budapest, 1943)
- Subconscious language (Boston, 1967)
- Az utókor címére. Thienemann Tivadar hátrahagyott életrajzi feljegyzései; sajtó alá rend. Koncz Lajos, jegyz., névmutató Erőss Zsolt; Pro Pannonia, Pécs, 2010 (Pannónia könyvek)

## Díjai, elismerései
- Corvin-koszorú (1930)